# 矢神知樹
矢神 葵（やがみ あおい、女性、1981年12月4日 - ）は、日本のプロレスラー。北海道出身。東京育ち。聴覚障害者によるプロレス団体闘聾門JAPANに所属していた。
その後2019年の引退まで、聾者と健聴者のプロレス団体「HERO」に所属し活躍していた。

## 来歴・戦歴
闘聾門JAPANに入門。練習生だった頃、闘聾門JAPANの存在を知ったJWP女子プロレス選手代表コマンド・ボリショイと出会い、指導を受ける。
2010年
- 10月31日、JWP道場マッチでプレデビュー。
- 11月13日、小松川さくらホールにおける対アゴゴ、コマンド・ボリショイ、米山香織、宮崎有妃戦でデビュー（パートナーは春山香代子、KAZUKI、Leon）。フロッグスプラッシュでデビュー戦を勝利で飾る。リングネームは「矢神 葵（やがみ あおい）」
- 12月23日、JWP後楽園ホール大会でボリショイと組み、さくらえみ、しもうま和美組と対戦。聴覚障害を持つ女子レスラーが後楽園のリングに立つのは史上初[1]。

2011年
- 年明けよりJWPレギュラー参戦開始[2]。
- ボリショイとの「レインボードラグーン」でJWPタッグリーグ・ザ・ベスト2011にも参戦。
- 4月3日、JWP後楽園大会で花月が持つJWP認定ジュニア王座&POP王座に挑戦するが、敗退。
- 5月14日、闘聾門JAPANバーベキュープロレスJWP道場大会よりリングネームを「矢神知樹」に改名。
- 8月31日、この日を以って闘聾門を退団。フリーランスとしてJWPに定期参戦。

2012年
- JWPを離れ、ムエタイ修行のため定期的にタイへ渡る。さくらが当地で旗揚げした我闘雲舞にもセコンドとして顔を出すこともある。

2013年
- フリーとしてHERO (プロレス)に連続参戦するようになる。

2014年
- 12月10日HERO (プロレス)に正式入団をする。

2019年
- 度重なるケガによる欠場で、現役と引退を葛藤していたが、恩師であるコマンド・ボリショイが引退したことで、自らも引退を決意。9月28日新木場大会にて引退セレモニーを行い、コマンドボリショイ、KAZUKIが花束贈呈に駆け付けた。

## 所属
- 闘聾門JAPAN（2010年〜2011年）
- フリーランス（2011年〜2014年）
- HERO (プロレス)（2014年～2019年）

## 人物
- 憧れの選手にさくらえみを挙げている。

## 得意技
- 飛び付き十字、蹴り、フロッグスプラッシュ